# Heterogaster breviscutatus
Espèce
Heterogaster breviscutatus est une espèce fossile de punaises de la famille des Heterogastridae, dans le genre Heterogaster.

## Classification
L'espèce Heterogaster breviscutatus est décrite en 1937 par le paléontologue français Nicolas Théobald (1903-1981) dans sa thèse,. 

### Fossiles
L'holotype, référencé F184, de l'ère Cénozoïque et de l'époque Oligocène (33,9 à 23,03 Ma), faisait partie de la collection Fliche, enseignant de la botanique de l'École nationale des eaux et forêts à Nancy et vient du gisement éocène de Céreste, dans les Alpes-de-Haute-Provence, dans la réserve naturelle géologique du Luberon, gérée par le parc naturel régional du Luberon. Les échantillons se trouvent dans les calcaires en plaquettes "supérieurs" du bassin d'Apt-Forcalquier. L'holotype a plusieurs cotypes référencés F124, 134, 137, 243 représentant des ♂ et F125 286 représentant des ♀ (et peut-être F128) de la même collection.

### Famille
En 1937, cette espèce a été classée dans la famille des Lygaeidae.
Les Heterogastrinae seront élevés au rang de famille à part entière, les Heterogastridae en 1997 par l'entomologiste américain Thomas J. Henry (d).

### Étymologie
L'épithète spécifique breviscutatus signifie en latin « court blindé ».

## Description

### Caractères
La diagnose de Nicolas Théobald en 1937, : 

« Insecte de taille et de teinte identique à H. pumilio Heer du même gisement. Mais il en diffère par la tête qui est plus acuminée vers l'avant ; pronotum de forme semblable ; scutellum plus court, il atteint un peu plus de la moitié de la longueur de H. pumilio ; abdomen plus large, de forme plus ovoïde, moins cylindrique. On voit une bande médiane foncée assez large et deux bandes latérales plus étroites. Les cories des élytres, le pronotum, le scutellum et la tête portent la même ponctuation noirâtre que dans H. pumilio. Pattes robustes, tarses tridactyles. ».

### Dimensions
La longueur totale est de 4,75 mm.

### Affinités
« Espèce voisine du H. pumilio, mais qui s'en distingue par les caractères indiqués. »

## Biologie
Les Heterogaster sont nombreux dans le gisement de Céreste. Ils vivaient dans des plaines sablonneuses, sur des terrains secs et arides .
Le monde tertiaire de Céreste, en avant de la chaîne alpine en voie d'exhaussement, présentait un chapelet de lacs entrecoupés de nombreuses îles boisées. Tandis que les parties basses étaient occupées par une luxuriante forêt marécageuse, de grandes régions déjà complètement émergées étaient occupées par des steppes herbeuses ou des savanes parsemées de quelques touffes d'arbustes .

## Galerie
- Quelques espèces vivantes du genre Heterogaster.
- Heterogaster affinis, Italie.
- Heterogaster artemisiae, France.
- Heterogaster behrensii, Californie.
- Heterogaster canariensis, île de La Palma, Canaries
- Heterogaster cathariae, Albanie
- Heterogaster urticae, Italie.
- Accouplements d'H. urticae sur ortie.

### Publication originale
- [1937] Nicolas Théobald, « Les insectes fossiles des terrains oligocènes de France 473 p., 17 fig., 7 cartes,13 tables, 29 planches hors texte », Bulletin Mensuel de la Société des Sciences de Nancy et Mémoires de la Société des sciences de Nancy, Imprimerie G. Thomas,‎ 1937, p. 1-473 (ISSN 1155-1119 et 2263-6439, OCLC 786027547). .